# Lopau
Lopau ist ein für die Öffentlichkeit weitgehend gesperrtes und heute unbewohntes Dorf in der Lüneburger Heide. Es befindet sich am äußersten Nordrand des Truppenübungsplatzes Munster-Nord. Früher gehörte es zum Landkreis Uelzen, heute zur niedersächsischen Stadt Munster im Landkreis Heidekreis. Die Zufahrt von Wulfsode ist frei. Die Zufahrt über den Ort Ehlbeck ist nicht befestigt. Die Zufahrt von Munster ist für die Öffentlichkeit weitgehend gesperrt. Die Umgebung darf nur betreten werden, wenn die Schranken zum Truppenübungsplatz geöffnet sind.
Hier entspringt mit zwei Quellarmen, nordwestlich und östlich des ehemaligen Dorfes zu Teichen und Seen gestaut, der Heidefluss Lopau.

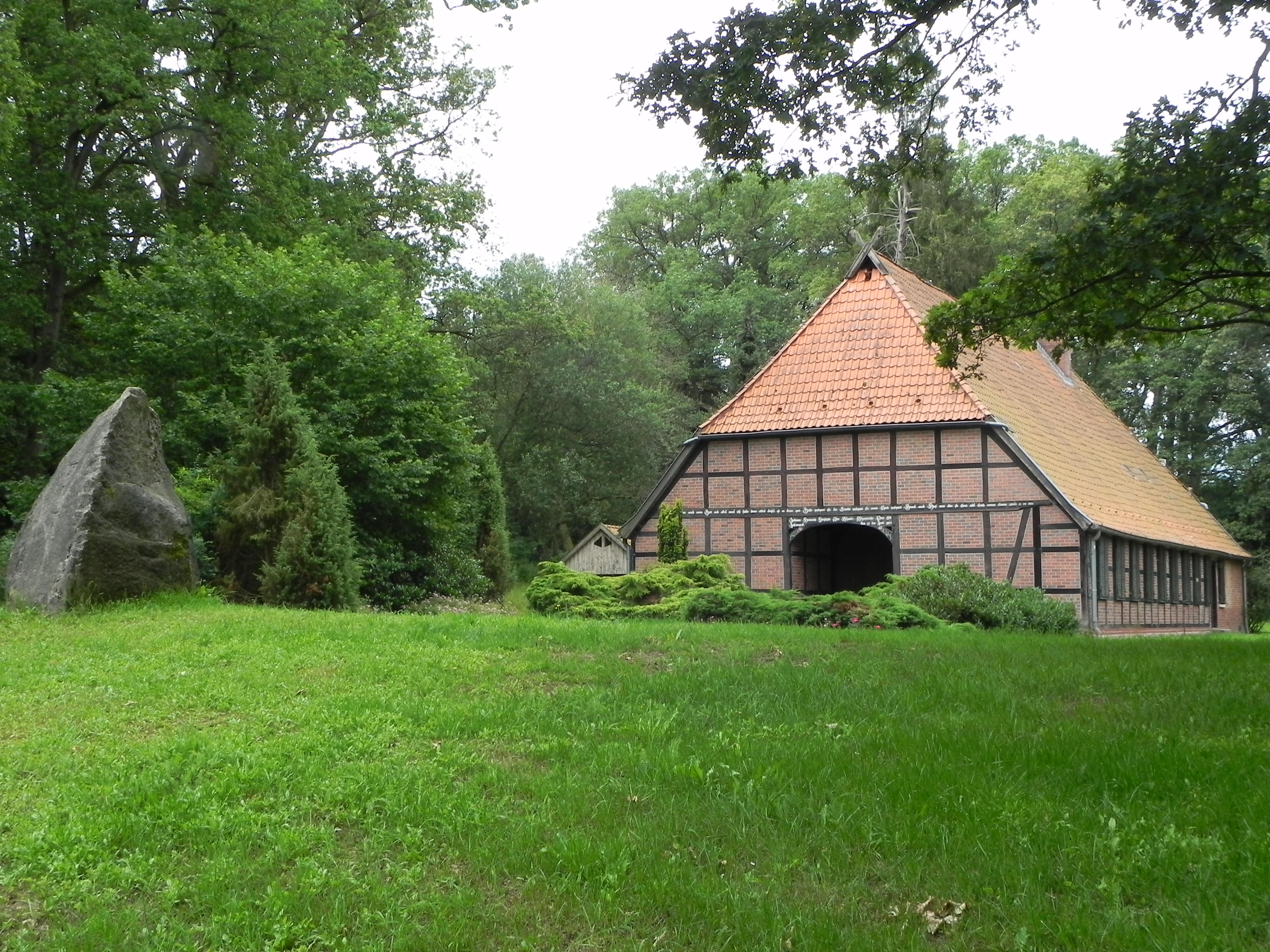
Ehemaliger Bauernhof, Haupthaus von 1844

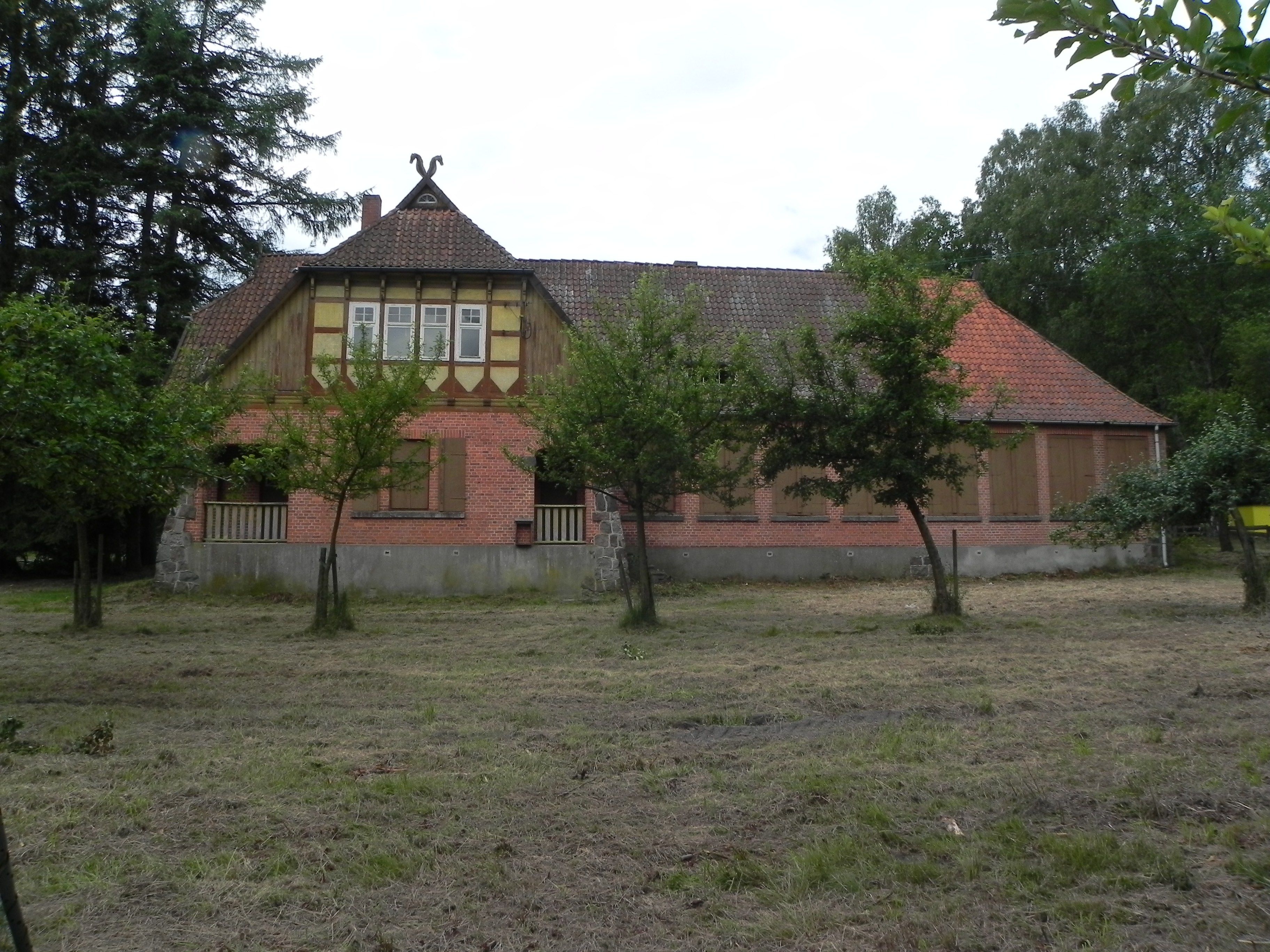
Ehemalige Schule von Lopau

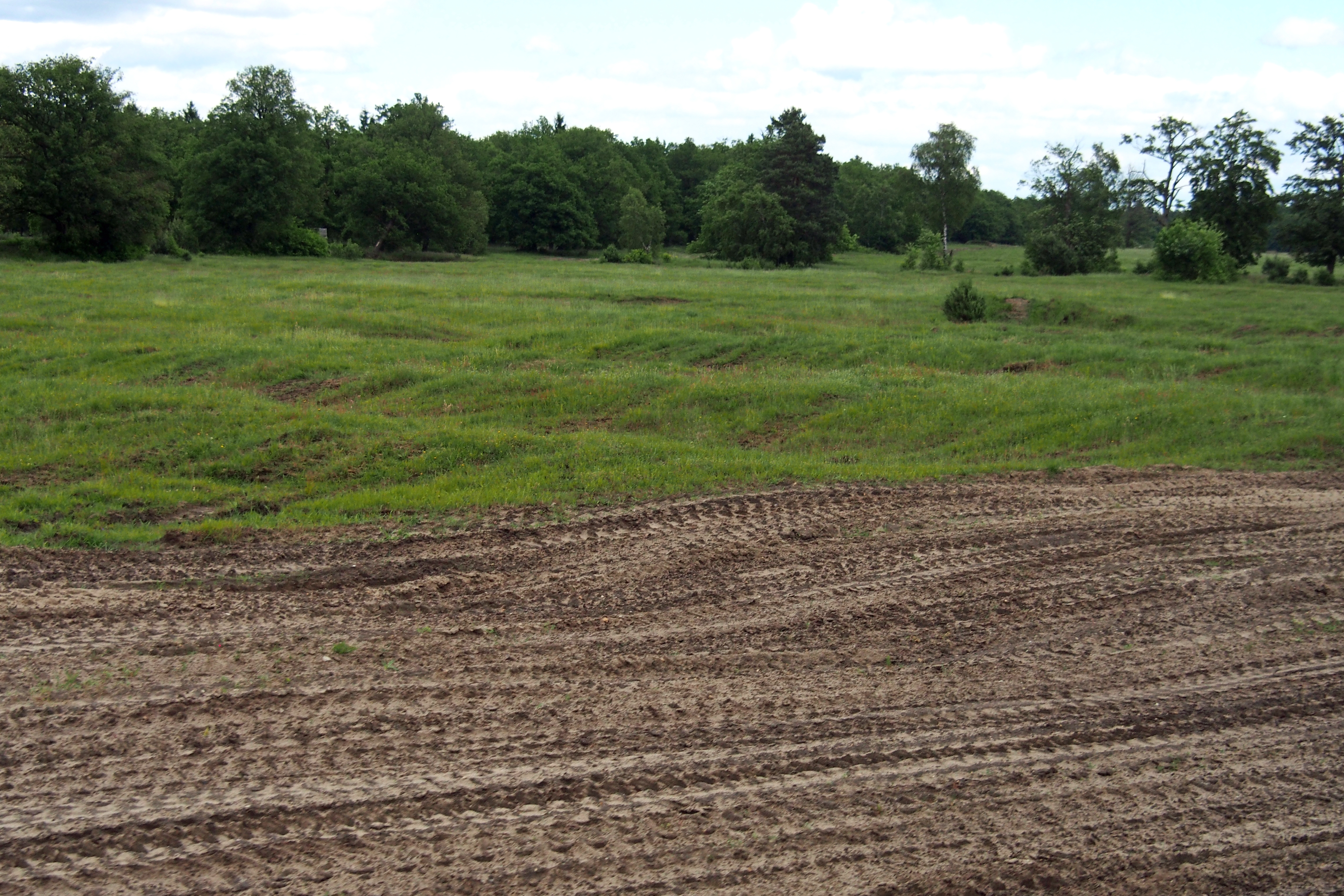
Südlich von Lopau: Ehemalige landwirtschaftliche Flächen, die sogenannten „Westerhorner Schläge“ (benannt nach Toepffers Westerhorner Gut), hier führte Toepffer die Kultivierung mit Dampfpflügen durch. Die Furchen sind noch zu erkennen. Heute ist hier die Schießbahn 5 des Truppenübungsplatzes Munster-Nord

## Geschichte
Erste Erwähnung fand das Dorf im Jahr 1293; damals bestand es aus drei Hofstellen. 1895 erwarb der Industrielle Richard Toepffer den „Aevermannschen Hof“, einen sanierungsbedürftigen Heidehof, in Lopau. Das alte Bauernhaus musste wegen Baufälligkeit abgerissen werden. Er baute eine Scheune zu seinem Wohnhaus um und gestaltete das 3.000 Morgen große Areal zum repräsentativen Landsitz. Das Anwesen diente auch zur Vorführung neuer land- und forstwirtschaftlicher Maschinen. Insbesondere wollte er die Leistungsfähigkeit der Dampfpflüge auf den verarmten Böden zur Vorbereitung zur Aufforstung und Ackerwirtschaft demonstrieren.
Um 1900 hatte das Dorf 123 Einwohner und eine Schule. 1922 wurde das Gut an den Staat verkauft. 1942 erhielt der Gauleiter Telschow den Hof und 40 ha Land vom Staat als Geschenk. Er baute sich auf dem Gelände einen Bunker, der in Teilen noch heute erhalten ist. Nach dem Zweiten Weltkrieg zählte Lopau noch mehr als 200 Einwohner, im Jahr 1970 lebten noch 62 Menschen in Lopau, die in den folgenden Jahren umgesiedelt wurden. Der Gutshof Toepffers selbst wurde 1978 durch die Bundeswehr abgerissen. Insgesamt wurden zwischen 1971 und 1980 14 Gebäude abgerissen, die baufällig gewesen sein sollen. Das Gebäude der 1963 geschlossenen Schule ist ebenso erhalten geblieben wie das „Haus Schilling“. Letzteres ist nach dem Vertriebenen Hermann Schilling aus Westpreußen benannt, der nach dem Zweiten Weltkrieg hier wohnte. Zu Toepffers Zeit diente es als Wohnung der Aufseherfamilie, heute ist „Haus Schilling“ ein Heim der Waldjugend Munster. Das ehemalige Wohnhaus der Waldarbeiter (Alte Forstwartei) dient heute als Betriebs- und Wohnhaus des Geschäftsbereichs Bundesforst der Bundesanstalt für Immobilienaufgaben. An einem der Quellteiche der Lopau steht das „Haus Fangbeutel“, das der Stadt Munster zur zivilen Nutzung überlassen wurde. Es soll insbesondere jugendpflegerischen Zwecken dienen und wird überwiegend vom Sportanglerverein Munster und der Waldjugend genutzt.
Am 1. Juli 1972 wechselte Lopau vom Landkreis Uelzen in den Landkreis Soltau. Zudem verlor die Gemeinde ihre Selbständigkeit und wurde in die Stadt Munster eingegliedert.
Als Anfang der 1980er Jahre die Schießbahn 7 des Truppenübungsplatzes Munster Nord gebaut wurde, fiel Lopau in den Sicherheitsbereich und seine Bewohner wurden umgesiedelt. Die letzten Bewohner verließen Lopau im Jahre 1983.
Die ursprüngliche Planung der Bundeswehr, die Schießbahn in Nähe des Dorfrandes zu errichten und eine Panzerringstraße durch das Tal zu führen, stieß auf Widerstand bei der regionalen Bevölkerung und führte 1975 zur Gründung der Aktionsgemeinschaft „Rettet das Lopautal“. Die Inbetriebnahme der neuen Schießbahn verzögerte sich in der Folge um über zehn Jahre. Die Ausweisung des Tals als Naturschutzgebiet scheiterte zunächst am Veto der Bundeswehr. Erst mit der seit dem 1. Oktober 2020 in Kraft getretenen Verordnung zum Naturschutzgebiet Oberes Lopautal vom 31. Januar 2012 sind weite Teile des Ortes und seiner unmittelbaren Umgebung als Naturschutzgebiet ausgewiesen.

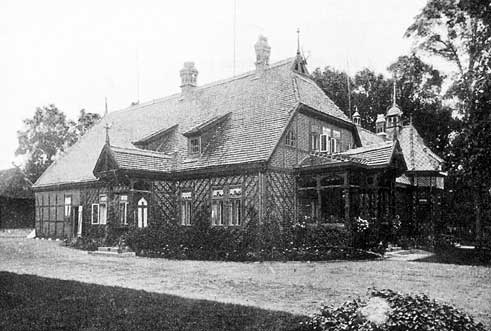
Ehemaliges Wohnhaus von Toepffer in Lopau

## Persönlichkeiten

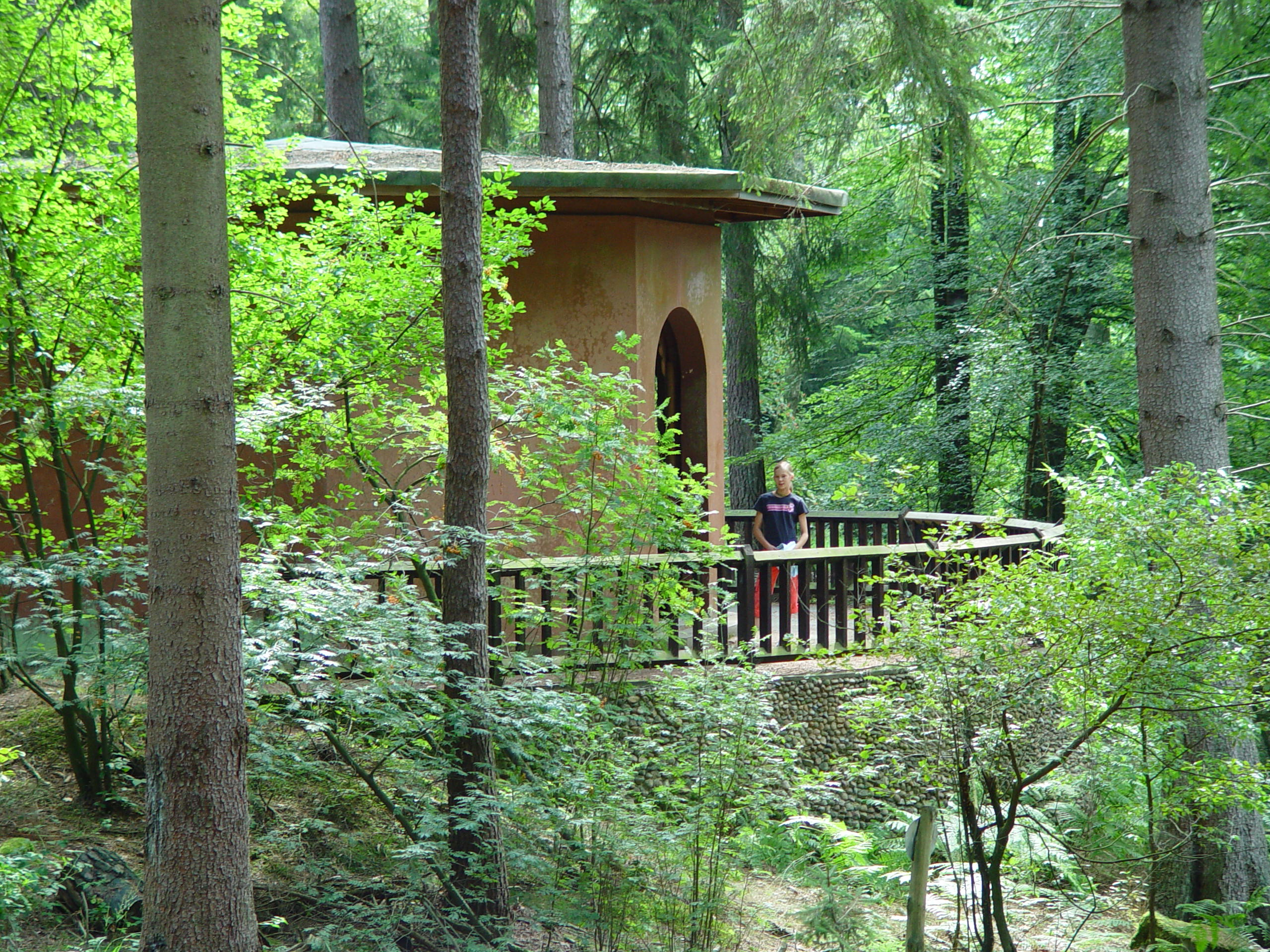
Der Töpferturm am Fluss Lopau

- Richard Toepffer, Industrieller (1840–1919). An Toepffer und die Zeit der Kultivierung der großen Heide- und Moorflächen erinnert die Ruine des „Töpferturms“ (Die heutige Schreibweise weicht vom Namen ab!). Der Töpferturm Der Töpferturm am Fluss Lopau liegt nördlich vom alten Dorf und befindet sich am Oberlauf der Lopau auf dem rechten Steilufer[4]. Die obere Etage des ursprünglichen Töpferturms wurde bei der Renovierung abgerissen, während das Erdgeschoss für Wanderer zugänglich gemacht wurde.

- Der Heidedichter Hermann Löns erwähnt Lopau in seinem Buch Haidbilder, Kapitel Das Könekenmeer und dabei auch die oben genannten Dampfpflüge. Er schreibt:

„Wenn man von Lopau, das da hinten in der Haide zwischen Ülzen und Munster liegt, den Hützeler Weg entlang geht […] Bevor der Dampfpflug hier das Land um und um wühlte und den Boden für die Fuhren zurecht machte[…] war da alles kahle Schnuckenheide[…]“